# Brachystoma submaculatum
Brachystoma submaculatum är en tvåvingeart som beskrevs av Smith 1969. Brachystoma submaculatum ingår i släktet Brachystoma och familjen Brachystomatidae. Inga underarter finns listade i Catalogue of Life.